# Los Siete Secretos
Los Siete Secretos (o El Club de Los Siete Secretos, título original The Secret Seven o Secret Seven Society), es una colección de libros publicados por la escritora inglesa Enid Blyton que trata sobre un grupo de niños detectives. Este grupo está compuesto por Peter (el jefe del Club), su hermana Janet, y sus amigos y compañeros de colegio Jack, Bárbara, Jorge, Pamela y Colin. Siempre les acompaña Scamper, el perro de Peter y Janet. También aparece a menudo Sussie, hermana de Jack, que odia al Club y siempre está maquinando cómo poder humillarles, (probablemente por sus inmensos deseos de ser admitida en el Club).

## La colección
Los 15 títulos, en orden cronológico, son:
- El Club de los Siete Secretos (The Secret Seven, 1949)

- Una aventura de Los Siete Secretos (Secret Seven adventure, 1950)

- ¡Bien por Los Siete Secretos! (Well done, Secret Seven, 1951)

- Los Siete Secretos sobre la pista (Secret Seven on the trail, 1952)

- ¡Adelante, Siete Secretos! (Go ahead, Secret Seven, 1953)

- ¡Buen trabajo, Siete Secretos! (Good work, Secret Seven, 1954)

- El triunfo de Los Siete Secretos (Secret Seven win through, 1955)

- Tres hurras para Los Siete Secretos (Three cheers, Secret Seven, 1956)

- Un misterio para Los Siete Secretos (Secret Seven Mystery, 1957)

- Un rompecabezas para Los Siete Secretos (Puzzle for the Secret Seven, 1958)

- Los fuegos artificiales de Los Siete Secretos (Secret Seven Fireworks, 1959)

- Los formidables chicos del Club de Los Siete (Good old Secret Seven, 1960)

- Un susto para Los Siete Secretos (Shock for the Secret Seven, 1961)

- ¡Cuidado, Siete Secretos! (Look out, Secret Seven, 1962)

- Los Siete Secretos se divierten (Fun for the Secret Seven, 1963)